# Rašljeva
Rašljeva – wieś w Bośni i Hercegowinie, w Federacji Bośni i Hercegowiny, w kantonie tuzlańskim, w mieście Gračanica. W 2013 roku liczyła 691 mieszkańców, z czego większość stanowili Boszniacy.